# Hermann Klamfoth
Hermann Klamfoth (* 1894; † 1974) war ein deutscher Publizist. Sein Nachlass befindet sich im Besitz der Staatsbibliothek Berlin (Nachlass 390).

## Werke
- Vorwort zu: Hans Schlottau: Kriegsfurioso. Visionen eines Verwundeten. Flugschrift des Friedensbundes der Kriegsteilnehmer und Friedensfreunde; Hamburg, Thinius 1920.
- Der Exkaiser : Wilhelm II. falscher Kurs ; Kritisch-historischer Abriß. Pionier-Verlag, Hamburg 1920.
- Von Büchern und Menschen. Vieweg, Leipzig 1920.
- Schärft die Geisteswaffen! Religion oder Wissenschaft? Vieweg, Leipzig 1921.
- Wer war Ernst Müller-Holm? Das Leben eines unbekannten Schriftstellers. Buchdr. Süd-West, Berlin 1928.
- Die Rechtlosigkeit der Rundfunkhörer. Reuschel, Berlin 1929.
- Handwerker-Anekdoten. Julius Beltz, Berlin, um 1930; Reihe „Aus Deutschem Schrifttum und Deutscher Kultur“. Band 496.
- Kleine Chronik von Pankow: von der Vorzeit bis zur Gegenwart; ein Beitrag zur Geschichte der Reichshauptstadt. Mentzen, Berlin 1937.
- Das Naturgesetz der Volkswirtschaft. Selbstverlag, Berlin 1937.
- Farbe und Volk. Klokow, Berlin 1940.
- Die ersten Bibliothekare in Berlin. In: Berliner Heimat. 1958. S. 64–70.